# Triángulo Negro (región)

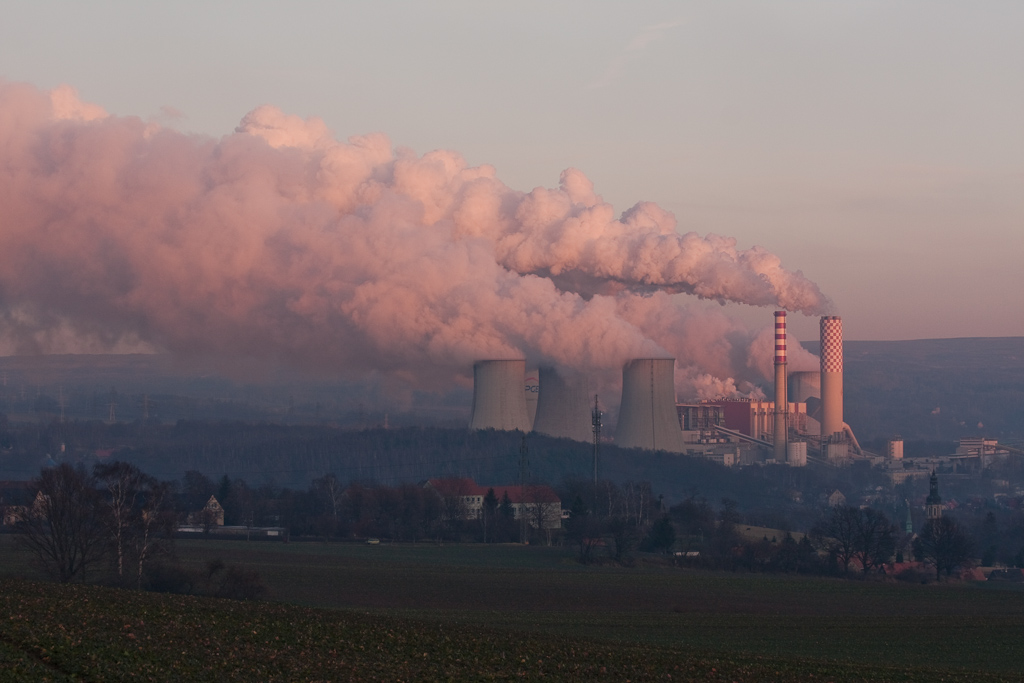
La central térmica de Turów en Bogatynia, Polonia

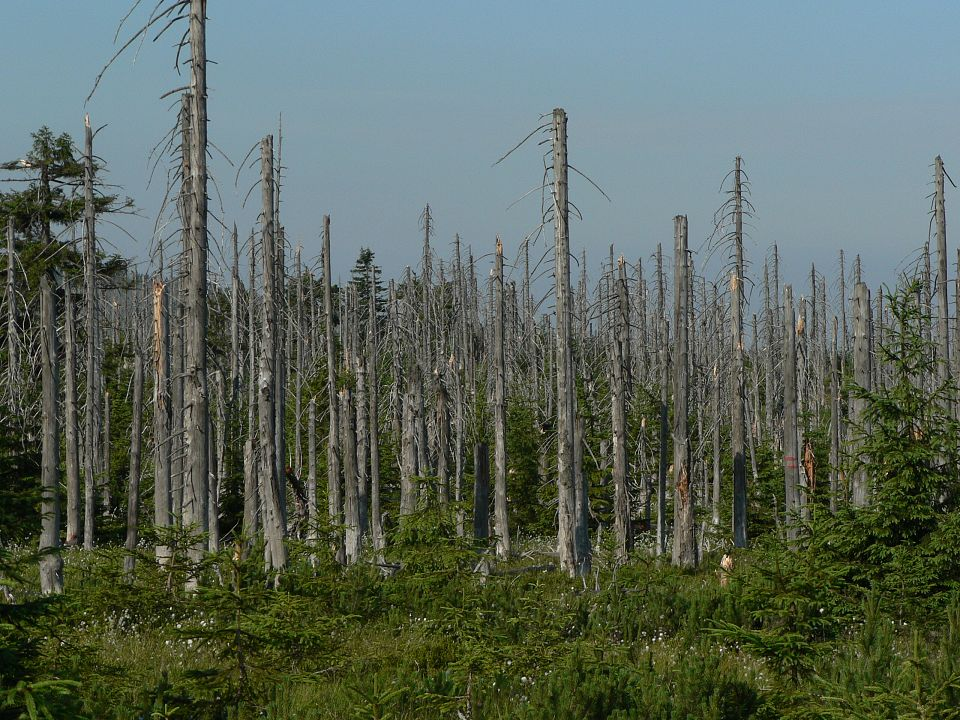
Efectos de la lluvia ácida en las montañas Jizera, 2006

El Triángulo Negro (en alemán Schwarzes Dreieck) es una región fronteriza compartida por Alemania, Polonia y la República Checa, caracterizada desde hace tiempo por sus altísimos niveles de contaminación. El término se acuñó en la década de 1980. Durante décadas, los contaminantes atmosféricos producidos por la industria (sobre todo el dióxido de azufre), la contaminación del agua, la lluvia ácida y otros efectos se cobraron un enorme precio en la salud de los residentes locales y el medio ambiente circundante
Después de las revoluciones de 1989 en Europa del Este, las tres naciones actuaron para reducir las emisiones. Esto ha resultado en una mejora ambiental significativa.

## Geografía
La forma del "triángulo" es más parecida a la de una media luna, un corredor industrial de unos 60 kilómetros de ancho que se extiende a ambos lados de la frontera norte checa desde la ciudad alemana de Bad Brambach, al oeste, hasta la ciudad polaca de Bystrzyca Kłodzka, en el extremo oriental. El centro aproximado es el trifinio nacional de Zittau. Políticamente, el "triángulo" está formado por: 
- Las dos regiones administrativas locales de Alemania que rodean Dresde y Chemnitz, con una superficie de unos 14.000 kilómetros cuadrados y una población de 3,36 millones de personas (en 2002)
- la parte suroeste del Voivodato de Baja Silesia de Polonia, que asciende a 8.500 kilómetros cuadrados, con una población de 1,3 millones
- cuatro regiones de la República Checa ( Hradec Králové, Karlovy Vary, Liberec y Ústí nad Labem ), que suman 12.000 kilómetros cuadrados y una población de 1,59 millones

La parte polaca incluye el corredor geográfico más al sur de la gmina de Bogatynia, donde la vasta mina a cielo abierto Turów ha extraído recursos de lignito desde 1904.
Toda la zona está enmarcada por cadenas montañosas que forman un clima local, atrapando el aire e intensificando los efectos de la contaminación atmosférica

## Explotación
La zona en general es históricamente conocida por sus recursos naturales y yacimientos minerales, y contaba con industrias tradicionales de vidrio, cerámica y textiles. Los Montes Metálicos (Erzgebirge / Krušné hory), situados entre Sajonia y Bohemia, han sido el escenario de múltiples Berggeschrei ("fiebre de la plata") a lo largo de los siglos, la primera en 1168. A partir de ese descubrimiento en Christiansdorf (parte del Campo Minero de Freiberg), la minería se llevó a cabo ininterrumpidamente en los Montes Metálicos hasta 1990. Entre las materias primas extraídas a lo largo de los siglos se encontraban minerales de los metales plata, estaño, zinc, cobalto, níquel, cobre y plomo; también se extrajeron antracita y uranio hasta el siglo XX y fueron motores del desarrollo económico de Sajonia.
El ritmo de explotación de los minerales aumentó drásticamente en el siglo XX. A finales de 1942, bajo el control alemán en tiempos de guerra, la ciudad checa de Most comenzó a producir combustible Ersatz sintetizado a partir de lignito en la "planta Sudetenländische Treibstoffwerke AG (STW) Maltheuren", que funcionaba con trabajos forzados. La ciudad fue bombardeada repetidamente durante la Campaña del Petróleo de la Segunda Guerra Mundial.
Después de la guerra, con el dominio soviético de la zona, Moscú ordenó el desarrollo industrial de la cuenca de Bohemia del Norte a gran escala. La instalación de plantas químicas, fábricas de acero y refinerías requería grandes cantidades de energía; la energía procedía de la quema de lignito (carbón marrón) sucio y barato de las minas locales. Como ejemplo del impacto, en 1964 la Compañía de Carbón de Most (Mostecká uhelná/ MUS) comenzó la demolición de todo el casco antiguo medieval de Most para hacer sitio a las minas de lignito en expansión. Los habitantes tenían dos opciones: trasladarse a los nuevos proyectos de vivienda o abandonar la ciudad.

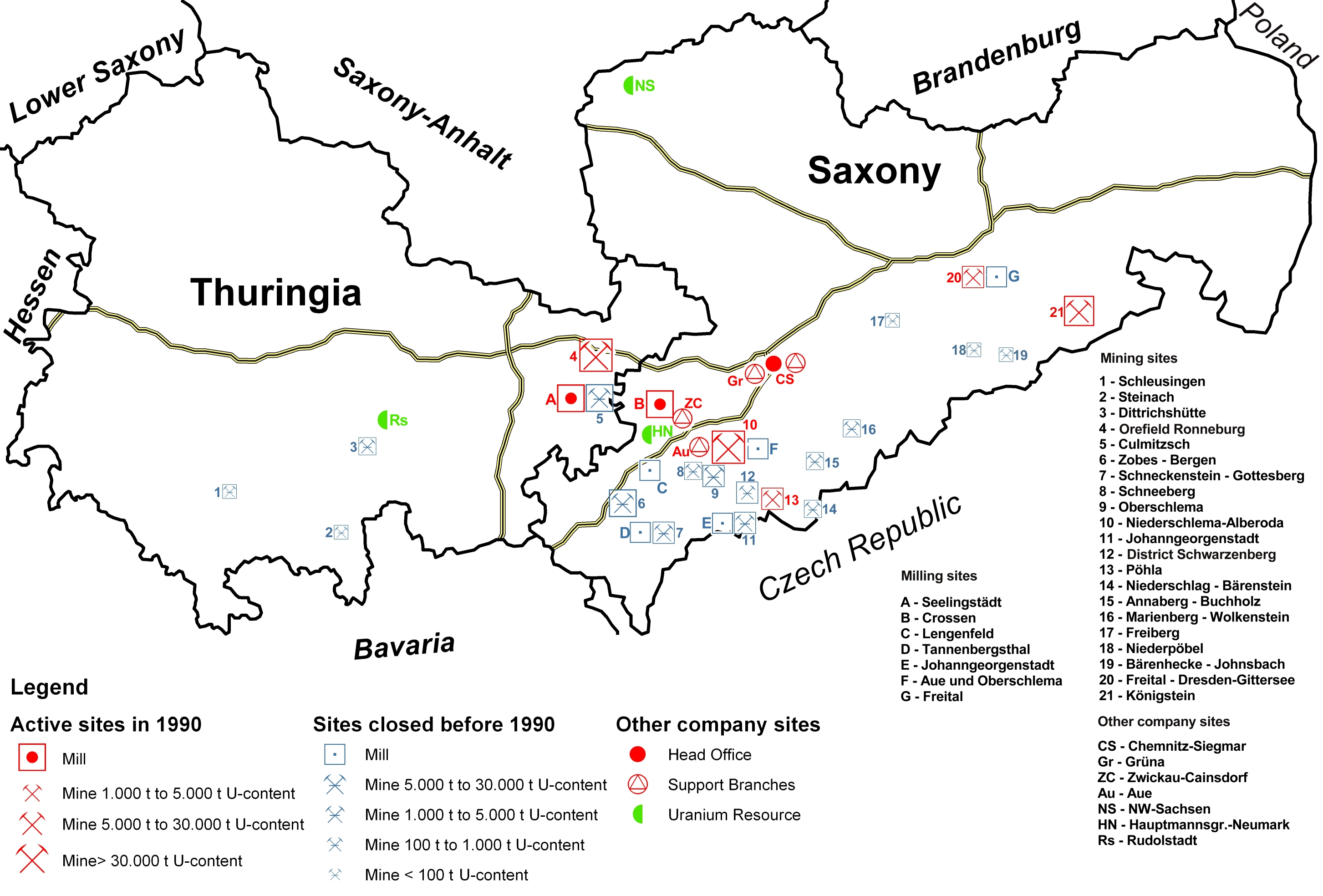
Operaciones mineras de uranio SDAG Wismut en Sajonia y Turingia

En todo el Triángulo Negro se produjeron acontecimientos similares. Gran parte de la energía producida se exportaba a Europa occidental a cambio de divisas. La ciudad checa de Jáchymov era el lugar de una "infame" mina de uranio, mientras que la mayor concentración de minas de uranio de toda Europa se encontraba cerca, en Alemania Oriental. Fueron explotadas como secreto militar y "en el espíritu imperante del gigantismo soviético" por la compañía SDAG Wismut para alimentar el proyecto de la bomba atómica soviética.
El resultado neto de la actividad industrial en el Triángulo fueron enormes cantidades de emisiones de partículas, metales pesados, dióxidos de azufre y óxidos de nitrógeno que destruyeron en gran medida los bosques adyacentes de las montañas de Jizera con lluvia ácida, y un impacto medible en la salud y la esperanza de vida.

## Recuperación
Después de las revoluciones de 1989 en Europa del Este, en junio de 1991 las tres naciones firmaron una declaración conjunta de cooperación para abordar los problemas ambientales del Triángulo Negro. Posteriormente se coordinaron con la Comisión Europea, que ha financiado pequeños proyectos e iniciativas de medición a través de su programa Phare. Esto ha resultado en una mejora significativa en la salud humana, la salud de los bosques y los niveles de contaminantes.[cita requerida]
En 1991, tras la reunificación alemana, la SDAG Wismut se transformó en la empresa Wismut GmbH, propiedad de la República Federal de Alemania, que ahora es responsable de la restauración y el saneamiento medioambiental de las antiguas zonas de extracción y molienda.

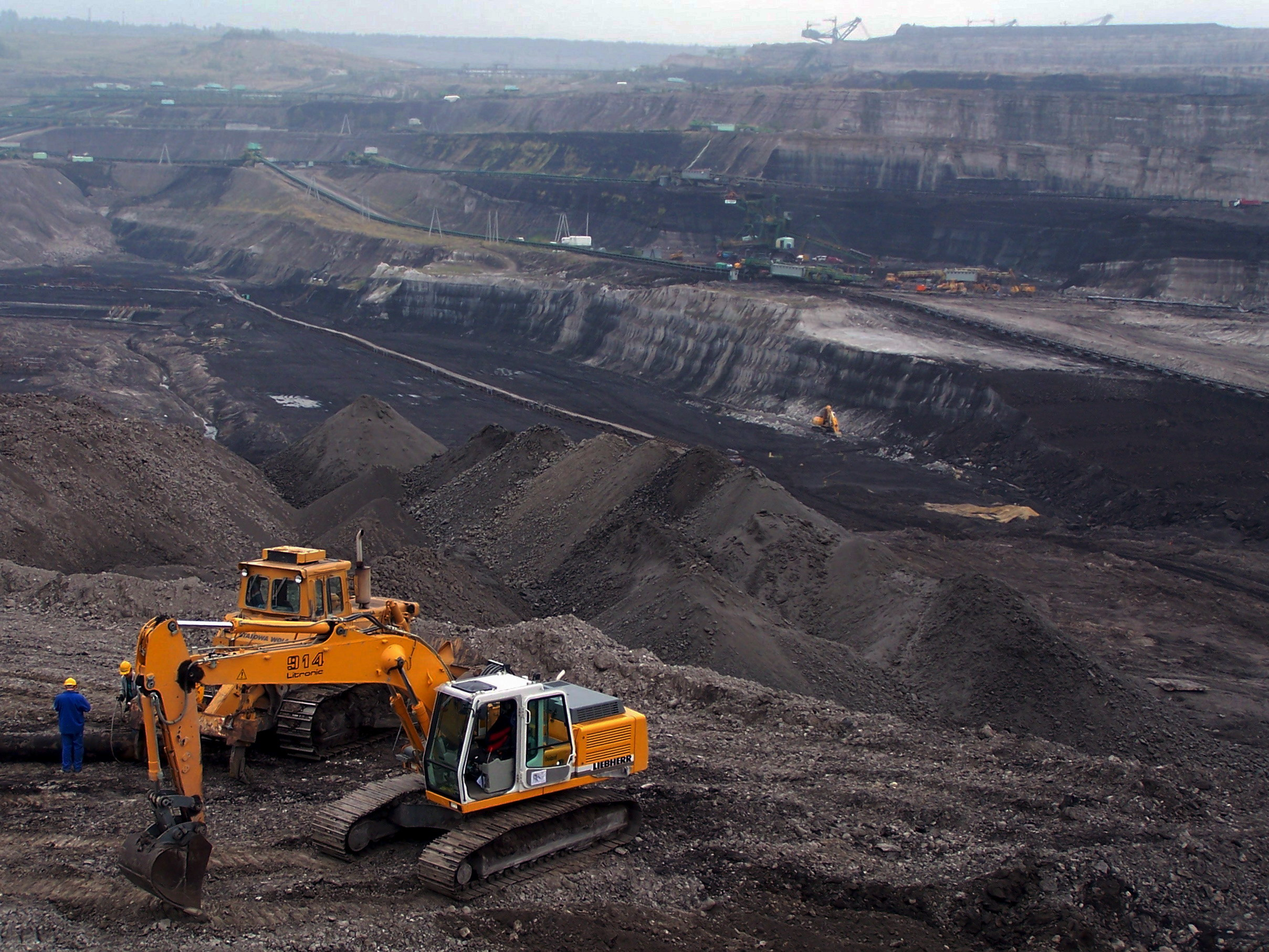
Mina de carbón Turów, sur de Polonia

La región sigue siendo un importante centro industrial con graves problemas medioambientales. La mina de carbón de Turów, que sigue siendo explotada por el Polska Grupa Energetyczna, produce unos 30 millones de toneladas de lignito al año. La mina a cielo abierto con forma de cuenco tiene varios kilómetros de diámetro y unos 200 metros de profundidad, y ha transformado por completo el carácter geográfico original de la cuenca de Turoszowska. La mina y sus extensos vertederos cubren ahora más de la mitad de la cuenca.
Un documental sobre el Triángulo Negro ganó el premio Golden Gate en el Festival Internacional de Cine de San Francisco de 1991. El fotógrafo checo Josef Koudelka también produjo un libro sobre la región, Černý Trojuhelník - Podkrušnohorí (El Triángulo Negro: las estribaciones de los montes Metálicos) en 1994.